# Lịch sử Đài Loan từ năm 1945
Lịch sử Đài Loan từ ngày 25 tháng 10 của năm 1945 đến nay là một phần của lịch sử Trung Hoa Dân quốc dưới sự cai trị của Trung Hoa Dân quốc.

## Tóm tắt
Kết quả của chiến tranh thế giới II, Đài Loan đã được thực hiện bởi Trung Hoa Dân quốc, các Đế quốc Nhật Bản trong 25 tháng Mười của năm 1945.
Đầu tiên, người dân Đài Loan hài lòng với sự giải phóng nhà nước của Hoàng đế Nhật Bản (Tenno). Nhưng, Quốc Dân đảng buộc phải tôn thờ Tenno, "người Đài Loan đã trở thành nô lệ của Nhật Bản". người dân Đài Loan và Quốc Dân Đảng trong cuộc xung đột trên 28 tháng 2 của năm 1947 (các sự cố của ngày 28 tháng 2).
Trung Hoa Dân quốc là chế độ chính trị mà cai trị Trung Quốc đại lục cho đến khi 1 tháng Mười của năm 1949. Kể từ cuối năm đó, khi Cộng hòa Nhân dân Trung Hoa được tuyên bố tại Bắc Kinh, Trung Hoa Dân quốc chỉ còn lại trên đảo Đài Loan và ở một số quần đảo nhỏ hơn.
Ở Đài Loan, họ đã lánh nạn vào năm 1949, khoảng hai triệu người Trung Quốc liên kết với đảng dân tộc Quốc Dân đảng, nơi thống trị các cơ quan quyền lực của Cộng hòa, và duy trì trên đảo, các tổ chức chính phủ ban đầu được thành lập ở lục địa này. Bài viết này đề cập đến lịch sử của Trung Hoa Dân quốc từ thời điểm lịch sử khi mất quyền kiểm soát Trung Quốc và tiếp tục tồn tại ở Đài Loan.
Đối với lịch sử trước đây của Đài Loan, xem bài viết Đài Loan dưới thời chính phủ Nhật Bản (1895-1945). Đối với lịch sử trước đây của Trung Hoa Dân quốc, xem bài viết Lịch sử Cộng hòa Trung Hoa (1912 - 1949).

## Đài Loan dưới chế độ độc tài của Tưởng Giới Thạch
Sau khi bị buộc rời khỏi Trung Quốc đại lục, bị Cộng sản Mao Trạch Đông đánh bại, Tướng Tưởng Giới Thạch đã tái tổ chức lãnh đạo đảng dân tộc Quốc Dân đảng trên đảo Đài Loan, nơi nhiều tháng trước khi thất bại cuối cùng đã được thiết lập chính quyền của nhà nước cộng hòa, để tìm kiếm một nơi an toàn từ nơi có thể tổ chức cuộc chiến chống lại quân đội của Đảng Cộng sản Trung Quốc, đã tiến lên trong cuộc diễu hành của họ cho chiến thắng toàn diện.
Chiến thắng của những người Cộng sản trong cuộc nội chiến đã bị lưu đày ở Đài Loan, khoảng hai triệu người Trung Quốc từ lục địa. Các tổ chức của Trung Hoa Dân quốc, với hiến pháp được phê duyệt năm 1947, vẫn giữ được sự tồn tại của họ trên hòn đảo nhỏ. Chính thức, nhà nước đứng đầu là Tưởng Giới Thạch, người đã giành lại chức Tổng thống Cộng hòa (sau nhiệm kỳ ngắn ngủi của Lý Tông Nhân), đã ở trong tình trạng chiến tranh do chính thức được chỉ định là "cuộc nổi dậy của cộng sản" tại Trung Quốc lục địa Thành phố Đài Bắc, trung tâm chính trị và hành chính của đảo Đài Loan từ cuối thế kỷ XIX, được tuyên bố là vốn tạm thời của Trung Hoa Dân quốc, trong khi thủ đô hiến pháp vẫn tiếp tục và vẫn là thành phố Nam Kinh đại lục.
Bất chấp ưu thế quân sự của phe Cộng sản vào cuối năm 1949, Chiến tranh Triều Tiên bùng nổ đã khiến Hoa Kỳ lo sợ về sự bành trướng của cộng sản ở Đông Á, để hỗ trợ quân sự cho Đài Loan. Sự hỗ trợ này của Hoa Kỳ bao gồm các binh sĩ đồn trú trên đảo, cùng với Hạm đội thứ bảy của hải quân tuần tra trên eo biển Đài Loan, ngăn không cho Cộng hòa Nhân dân cố gắng xâm chiếm hòn đảo.
Trung Hoa Dân quốc đã chính thức có chiến tranh sau năm 1949, trong đó tuân thủ nhiều bảo đảm hiến pháp được ghi trong hiến pháp năm 1947 về quyền con người, dân sự và chính trị. Thiết quân luật vẫn sẽ có hiệu lực vào hòn đảo này cho đến ngày 15 tháng Bảy của năm 1987. Trong suốt thời gian này, chế độ của Tưởng Giới Thạch thực hiện sự cai trị độc đoán dưới sự đe dọa liên tục của một cuộc xâm lược có thể của Cộng hòa Nhân dân Trung Hoa. Bản chất độc đoán của chế độ được hỗ trợ bởi sự tồn tại của một lực lượng cảnh sát chính trị, bị cáo buộc nhiều vi phạm nhân quyền, chủ yếu là bắt giữ các đối thủ chính trị ủng hộ nền độc lập của Đài Loan. Cảnh sát chính trị này được lãnh đạo bởi Tưởng Giới Thạch, con trai của Tưởng Giới Thạch.
Trong khi ở cấp độ chính trị, chế độ Đài Loan thực hiện sự cai trị độc đoán trong nhiệm kỳ tổng thống của Tưởng Giới Thạch, nền kinh tế Đài Loan đã trải qua một thời kỳ huy hoàng, với sự phát triển mạnh mẽ ban đầu được thúc đẩy bởi cải cách nông nghiệp đã thực hiện chính phủ trong những năm đầu của giai đoạn tại Đài Loan. Cải cách nông nghiệp này đã tạo ra sự tăng trưởng rất rõ rệt về năng lực sản xuất của vùng nông thôn Đài Loan, điều này sẽ dẫn đến sự cải thiện đáng kể về mức sống ở nông thôn.
Chính phủ Tưởng Giới Thạch vẫn duy trì sự phản đối đối với bất kỳ sự công nhận nào của chế độ Cộng sản Cộng hòa Nhân dân, khẳng định rằng Trung Hoa Dân quốc là Trung Quốc thực sự duy nhất, "Trung Quốc tự do". Trong khi các nước khối xã hội chủ nghĩa công nhận Cộng hòa Nhân dân vào đầu năm 1949, nhiều nước trên thế giới tiếp tục công nhận Trung Hoa Dân quốc là chính phủ hợp pháp của tất cả Trung Quốc cho đến những năm 1970. Điều này cho phép chính quyền của Quốc dân đảng duy trì ghế Trung Quốc tại Liên Hợp Quốc cho đến năm 1971. Trong thời gian này, Trung Hoa Dân quốc từ chối cho phép bất kỳ loại quyền truy cập nào vào Liên hợp quốc từ cả Cộng hòa Nhân dân Trung Hoa và Cộng hòa Nhân dân Mông Cổ (nay là Cộng hòa Mông Cổ), sau này cũng được coi là lãnh thổ của Trung Quốc theo hiến pháp năm 1947. Vào ngày 23 tháng 11 năm 1971, ghế tương ứng với Trung Quốc tại Liên Hợp Quốc đã bị Cộng hòa Nhân dân Trung Hoa chiếm đóng.
Những cải cách dân chủ của Tưởng Giới Thạch 
Sau cái chết của Tưởng Giới Thạch năm 1975, Phó Chủ tịch Nghiêm Gia Cam nhậm chức tổng thống. Tuy nhiên, người đàn ông thực sự mạnh mẽ của chế độ là Tưởng Chính Quốc, người đã thay thế cha mình như chủ tịch đảng và cũng đã tham gia vào chức vụ tổng thống của Cộng hòa vào tháng 5 năm 1978, sau khi cuối cùng thay thế cho Nghiêm Gia Cam.
Trong thời kỳ quản trị của Tưởng Chính Quốc, tăng trưởng kinh tế đã tăng tốc, khiến Đài Loan trở thành một trong những vùng lãnh thổ công nghiệp và phát triển nhất châu Á. Sự chuyển đổi kinh tế này, cùng với sự chấp nhận ngày càng tăng rằng chế độ của nước cộng hòa sẽ không bao giờ kiểm soát được lục địa Trung Quốc nữa, dẫn đến việc dỡ bỏ dần các biện pháp đàn áp, và chấp nhận các ý kiến khác nhau với đường lối chính thức cũng như các cuộc họp của các phong trào đối lập với Quốc dân đảng.
Vào tháng 12 năm 1978, Tổng thống Hoa Kỳ Jimmy Carter tuyên bố rằng Hoa Kỳ sẽ không còn công nhận Trung Hoa Dân quốc là chính phủ hợp pháp của Trung Quốc, chuyển giao công nhận ngoại giao cho Cộng hòa Nhân dân Trung Hoa, như đã được Liên Hợp Quốc và lớn nhất thực hiện các nước. Mặc dù Hoa Kỳ tái lập Cộng hòa Nhân dân Trung Hoa, Quốc hội Hoa Kỳ đã thông qua Đạo luật Quan hệ Đài Loan, trong đó xác nhận việc tiếp tục hỗ trợ quân sự cho Trung Hoa Dân quốc.
Do đó, sau ba thập kỷ xa cách, giấc mơ của Tưởng Giới Thạch rằng hệ thống cộng sản cuối cùng sẽ bị lật đổ trên lục địa và Trung Hoa Dân quốc sẽ chiến thắng trở lại để chiếm lấy toàn bộ Trung Quốc đã nhường chỗ cho thời kỳ cởi mở và chủ nghĩa hiện thực chính trị, trong đó các nhà lãnh đạo của Trung Hoa Dân quốc bắt đầu đảm nhận vị thế là chính phủ Đài Loan. Thiết quân luật đã được dỡ bỏ để 15 tháng của năm 1987, và Chiang Ching-kuo qua đời vào ngày 13 tháng 1 năm 1988.

## Toàn bộ Đài Loan Dân chủ hóa

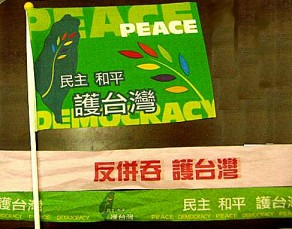
Cờ ủng hộ cho cuộc biểu tình vào ngày 26 tháng 3 năm 2005 tại Đài Bắc chống lại Luật Chống ly khai của Trung Quốc. Cuộc biểu tình tập trung chủ yếu vào những người ủng hộ nền độc lập chính thức của Đài Loan, những người đồng nhất với màu xanh lá cây.

Sau cái chết của Tưởng Chính Quốc, người kế nhiệm ông Lee Teng-hui, người Đài Loan từ khi sinh ra và được giáo dục ở Nhật Bản, đã đẩy nhanh cải cách dân chủ và, mặc dù ông là lãnh đạo đảng dân tộc Trung Quốc Quốc Dân đảng, được thăng chức từ quyền lực. một bản sắc Đài Loan khác biệt với Trung Quốc.
Việc tiếp tục cải cách dân chủ ở Đài Loan đã dẫn đến việc hợp pháp hóa các đảng chính trị đối lập. Những cải cách này lên đến đỉnh điểm trong cuộc bầu cử tổng thống năm 1996, trong đó, lần đầu tiên, người Đài Loan có thể bầu tổng thống của mình bằng quyền bầu cử phổ thông. Trong các cuộc bầu cử đó, Lee Teng-hui được bầu lại làm chủ tịch nước Cộng hòa Trung Hoa.
Vào năm 2000, cuộc bầu cử tổng thống thứ hai đã được tổ chức, do Trần Thủy Biển, lãnh đạo Đảng Tiến bộ Dân chủ thành lập bởi một số đảng đối lập ủng hộ nền độc lập chính thức của Đài Loan. Theo cách này, lần đầu tiên Quốc Dân đảng bị trục xuất khỏi vị trí tổng thống kể từ khi thành lập Trung Hoa Dân quốc trên đảo. Nhiều tín đồ của Quốc Dân đảng đổ lỗi cho thất bại đối với Tổng thống sắp mãn nhiệm Lee Teng-hui, cáo buộc ông ta không trung thành bằng cách ủng hộ lập trường độc lập của phe đối lập chống lại ý thức hệ của chính đảng mình. Lee cuối cùng sẽ rời khỏi Quốc Dân đảng và thành lập đảng của riêng mình về ý thức hệ độc lập mạnh mẽ.
Tổng thống Trần Thủy Biển và Phó Tổng thống Annette Lu đã được bầu lại trong cuộc bầu cử năm 2004, được đánh dấu là vào những dịp trước bởi các mối đe dọa từ Cộng hòa Nhân dân Trung Hoa để xâm chiếm Đài Loan trong trường hợp tuyên bố độc lập chính thức. Với cuộc bầu cử lập pháp ngày 11 tháng 12 năm 2004 tại Đài Loan, liên minh xanh lam (thuận lợi cho sự thống nhất cuối cùng với Trung Quốc) do Quốc dân đảng giành được 114 ghế trong Quốc hội lập pháp chống lại 101 liên minh xanh lục (thuận lợi cho nền độc lập của Đài Loan) do Đảng Tiến bộ Dân chủ lãnh đạo. Các 14 như ngày như năm 2005, nhân dân 's Cộng hòa của Trung Quốc đã phê duyệtluật chống ly khai dự tính can thiệp vũ trang trong trường hợp tuyên bố độc lập chính thức của Đài Loan. Những sự kiện này đã dẫn đến việc làm dịu đi những lời hoa mỹ độc lập của các nhà cai trị Đài Loan hiện nay. Đa số ý kiến trên đảo dường như ủng hộ việc duy trì hiện trạng trong tương lai.
Giữa ngày 26 tháng 4 và 5 của Maypole của 2005 Quốc Dân Đảng làm một chuyến đi lịch sử với dân 's Cộng hòa của Trung Quốc còn gọi là 'chuyến thăm của hòa bình cho Trung Quốc' và các thành viên của nó đã gặp Chủ tịch Trung Quốc Hồ Cẩm Đào và một số thành viên của Đảng Đảng Cộng sản Trung Quốc và cả hai cam kết sẽ hợp tác để thống nhất hòa bình giữa Trung Quốc và Đài Loan.
Trong cuộc bầu cử lập pháp của tháng 12 tháng của năm 2008, Quốc Dân Đảng đã giành 81 của 113 ghế lập pháp chống lại 27 cầm quyền Dân Tiến Đảng.
Đối với các cuộc bầu cử tổng thống năm 2008 tại Đài Loan, Quốc Dân Đảng đã trình bày các ứng cử tổng thống của Mã Anh Cửu, người đã giành với gần 58% số phiếu bầu.
Trong cuộc bầu cử tổng thống năm 2008, cử tri bầu làm Tổng thống Mã Anh Cửu, các ứng cử viên thuộc các Quốc Dân Đảng. Người ta tin rằng điều này cho thấy mong muốn của Đài Loan về mối quan hệ ít căng thẳng hơn với Trung Quốc, và có lẽ sự thất vọng sau chính phủ của Trần Thủy Biển (hiện đang thụ án 20 năm vì tham ô) và Đảng Tiến bộ Dân chủ (hoặc PDP). Năm 2012, chiến thắng của đảng đoàn viên (Quốc Dân đảng) của Tổng thống Ma dường như đã khởi động lại một quá trình đối thoại có thể chấm dứt căng thẳng đang diễn ra giữa hai nước.
Đảng Quốc Dân đảng cầm quyền của Đài Loan, gần với Trung Quốc, đã giành được 64 ghế của Nguyên nhân lập pháp với 44,5% số phiếu trong cuộc bầu cử lập pháp Đài Loan năm 2012
Tổng thống Đài Loan Mã Anh Cửu đã được bầu lại cho cuộc bầu cử tổng thống Đài Loan năm 2012 với 51,60% phiếu bầu.